# Tribhuvan Bir Bikram Shah Dev
Tribhuhvan Bir Bikram Shah Dev (nep. त्रिभुवन वीर विक्रम शाहदेव, ur. 30 czerwca 1906 w Katmandu, zm. 13 marca 1955 w Zurychu) – król Nepalu od 11 grudnia 1911 do 7 listopada 1950 oraz od 18 lutego 1951 aż do śmierci. Następca i syn króla Prithvi, poprzednik i ojciec króla Mahendry. 

## Odznaczenia
- Order Ojaswi Rajanya I klasy (Nepal)
- Order Gwiazdy Nepalu (Nepal Tara)
- Order Tri Shakti Patta (Nepal)
- Order Prawego Ramienia Gurki I klasy (Gorkha Dakshina Bahu, Nepal)
- Członek Orderu Najwyższego Słońca I klasy (1950, Królestwo Afganistanu)
- Krzyż Wielki Legii Honorowej (1954, Francja)
- Kawaler Krzyża Wielkiego Udekorowany Wielką Wstęgą Orderu Zasługi Republiki Włoskiej (1954, Włochy)